# Carles Bestit
Carlos Bestit Martínez (Barcelona, 7 de marzo de 1908-12 de julio de 1972), más conocido como Bestit o Bestit I en su etapa en el CE Europa, fue un futbolista español. Militó en la Primera División de España con los tres equipos barceloneses que han jugado en la máxima categoría: CE Europa, FC Barcelona y Real Club Deportivo Español.
Fue hermano del también futbolista Tomás Bestit. Su hijo, Carles Bestit, fue jefe de los servicios médicos del FC Barcelona entre 1973 y 1993. Otro de sus hijos, Luis, fue portero de la selección española de waterpolo y José fue nadador internacional.

## Trayectoria
Inició su carrera profesional en 1926 en el CE Europa, donde coincidió con su hermano Tomás (Bestit II).
El 10 de febrero de 1929 fue uno de los once jugadores que disputaron el primer partido del CE Europa en Primera División, con motivo de la jornada inaugural del torneo. Disputó todos los partidos de la primera temporada de la liga española, siendo el máximo anotador del CE Europa con diez goles.
La siguiente temporada fichó por el FC Barcelona, donde jugó desde 1929 hasta 1933. Con los azulgrana disputó 45 partidos de Liga, alineado junto a figuras como Vicenç Piera, Josep Sastre, José Samitier, Ángel Arocha o Emilio Sagi Barba, marcando 28 goles.
En 1933 se incorporó al Real Club Deportivo Español, donde permaneció dos campañas, aunque con un papel testimonial.
Se retiró en 1936, tras jugar dos años en Segunda División con el Girona FC.

## Clubes
| Club         | País   | Año       |
| ------------ | ------ | --------- |
| CE Europa    | España | 1928-1929 |
| FC Barcelona | España | 1929-1933 |
| RCD Español  | España | 1933-1934 |
| Girona FC    | España | 1934-1936 |

## Palmarés

### Campeonatos regionales
| Título                 | Club         | Año  |
| ---------------------- | ------------ | ---- |
| Campeonato de Cataluña | FC Barcelona | 1930 |
| Campeonato de Cataluña | FC Barcelona | 1931 |
| Campeonato de Cataluña | FC Barcelona | 1932 |